# Bolešov
Bolešov és un poble i municipi d'Eslovàquia que es troba a la regió de Trenčín.

## Història
La primera menció escrita de la vila es remunta al 1331.

## Demografia
| Godina             | 1994 | 2004   | 2014   | 2024   |
| ------------------ | ---- | ------ | ------ | ------ |
| Nombre de persones | 1397 | 1460   | 1530   | 1584   |
| Diferència         |      | +4,50% | +4,79% | +3,52% |

| Godina             | 2023 | 2024   |
| ------------------ | ---- | ------ |
| Nombre de persones | 1574 | 1584   |
| Diferència         |      | +0,63% |